# 热南维尔
热南维尔（法語：Genainville，法語發音：[ʒənɛ̃vil] ⓘ）是法国法兰西岛大区瓦兹河谷省的一个市镇，属于蓬图瓦兹区。

## 地理
热南维尔（49°7'32"N, 1°45'8"E）面积10.5 平方千米，位于法国法蘭西島大區瓦兹河谷省，该省份为法国北部内陆省份，北起瓦兹省，西接厄尔省，南至塞纳-圣但尼省、上塞纳省和伊夫林省，东临塞纳-马恩省。
与热南维尔接壤的市镇（或旧市镇、城区）包括：奥当、沙尔蒙、绍西、韦克桑地区莫代图尔、奥梅尔维尔、维莱昂纳尔蒂。

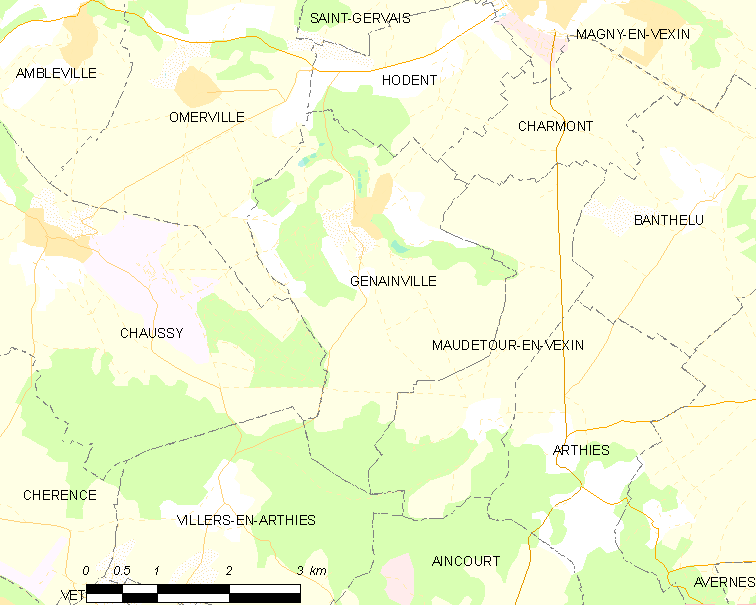
热南维尔的OSM定位图

热南维尔的时区为UTC+01:00、UTC+02:00（夏令时）。

## 行政
热南维尔的邮政编码为95420，INSEE市镇编码为95270。

## 政治
热南维尔所属的省级选区为沃雷阿勒县。

## 人口

1962-2008年间热南维尔人口变化图示

热南维尔于2022年1月1日时的人口数量为521人。